# Les Trois-Moutiers
 Les Trois-Moutiers  es una población y comuna francesa, situada en la región de Poitou-Charentes, departamento de Vienne, en el distrito de Châtellerault. Es el chef-lieu del cantón de Les Trois-Moutiers.

## Demografía
| 1083 | 1002 | 869 | 847 | 899 | 927 |
| Para los censos de 1962 a 1999 la población legal corresponde a la población sin duplicidades (Fuente: INSEE [Consultar]) |      |     |     |     |     |

## Lugares
- Castillo de la Mothe-Chandeniers